# The World Is Mine (bài hát của David Guetta)
"The World Is Mine" là một ca khúc của DJ người Pháp David Guetta và JD Davis, thu âm cho album phòng thu thứ hai của Guetta, Guetta Blaster. Ca khúc được chọn làm đĩa đơn thứ ba của album và được phát hành vào ngày 22 tháng 11 năm 2004. Ca khúc có sử dụng một đoạn nhạc của ca khúc "Someone Somewhere in Summertime", một ca khúc của nhóm nhạc Simple Minds. Ba năm sau, vào 2007, đĩa đơn này được phát hành ở Mỹ, ngay sau đĩa đơn "Love Don't Let Me Go (Walking Away)", cùng với album Guetta Blaster. Một phần nhờ vào sự giúp đỡ từ các cửa hàng phát thanh như BPM, "The World is Mine" đã trở thành đĩa đơn quán quân đầu tiên của Guetta trên bảng xếp hạng Billboard Hot Dance Airplay vào tháng 6 năm 2007.

## Danh sách ca khúc
- Tải kỹ thuật số trên iTunes

1. "The World Is Mine" (F*** Me I'm Famous Remix) - 8:14
2. "The World Is Mine" (Deep Dish Remix) - 9:17
3. "The World Is Mine" (Blackstrobe Remix) - 8:11
4. "The World Is Mine" (Clamaran Dub) - 8:39
5. "The World Is Mine" - 3:40

- Đĩa đơn

1. "The World Is Mine" (Radio Edit) – 3:13
2. "The World Is Mine" (F*** Me I'm Famous Remix) – 8:14
3. "The World Is Mine" (Cedric Gervais Remix) – 9:30
4. "The World Is Mine" (Deep Dish Remix) – 9:17
5. "The World Is Mine" (Paul Oakenfold's Downtempo Mix) – 3:45
6. "The World Is Mine" (Paul Oakenfold's Downtempo Mix With Sweetie Rap) – 2:54

- EP Perfecto Remixes

1. "The World Is Mine" (Kenneth Thomas Remix) – 9:12
2. "The World Is Mine" (Nat Monday Remix) – 6:20
3. "The World Is Mine" (Liam Shachar Mix) – 6:53

## Xếp hạng
| Bảng xếp hạng (2004–5) | Vị trí cao nhất |
| ---------------------- | --------------- |
| Belgian Singles Chart  | 13              |
| Dutch Top 40           | 27              |
| European Hot 100       | 62              |
| French Singles Chart   | 16              |
| Irish Singles Chart    | 39              |
| Russian Singles Chart  | 4               |
| Swiss Singles Chart    | 40              |
| UK Singles Chart       | 49              |